# Синиша Љепојевић
Синиша Љепојевић (Герзово, 1956) српски је новинар и публициста.

## Биографија
Синиша Љепојевић рођен је 1956. године у Герзову (Општина Мркоњић Град). По мајци је Герзовац. Синишина мајка Љиља Поповић је рођена и одрасла у Герзову, удала се за Николу Љепојевића, Синишиног оца, који је био учитељ у Герзову.
Објављује на српском и енглеском језику, бави се савременом политичком историјом. Највећи део каријере провео је у Новинској агенцији Танјуг као новинар и дописник из УК. 
Он важи за веома угледног, образованог новинара, великог познаваоца савремене политичке историје, посебно геополитике Велике Британије и британско-српских односа.
Објављује на српском и енглеском језику. Објавио је неколико књига, међу којима: „ЕУ против Европе: успон и пад Европске уније“, „Кнез Арсеније Карађорђевић“, „Промене, лажи и страх: дневници савременог света“, „Брегзит револуција”, „Скривена стварност Косова”.
Живи и ради у Београду и Лондону.

## Дела
Књиге
1. Косово и Метохија — 2006.[2][3]
2. Лондон без магле - Бања Лука, 2006.[4]
3. Kosovo Murky Reality — 2008.[5][6]
4. Промене, лажи и страх: дневници савременог света — 2008.[7]
5. Година лома Србије - 2008 година у Србији — 2009.[8]
6. ЕУ против Европе: Успон и пад пројекта ЕУ — 2017.[9]
7. Кнез Арсеније Карађорђевић — 2018.[10]
8. Брегзит револуција — 2020.[11]
9. ЕВРОПА И ГЛОБАЛНЕ ГЕОПОЛИТИЧКЕ ПРОМЕНЕ - 2024.[12]